# П'єр Лазарефф
П'єр Лазарефф (16 квітня 1907, Париж) — 21 квітня 1972, Ней-сюр-Сен) — журналіст, власник газети.

## Біографія

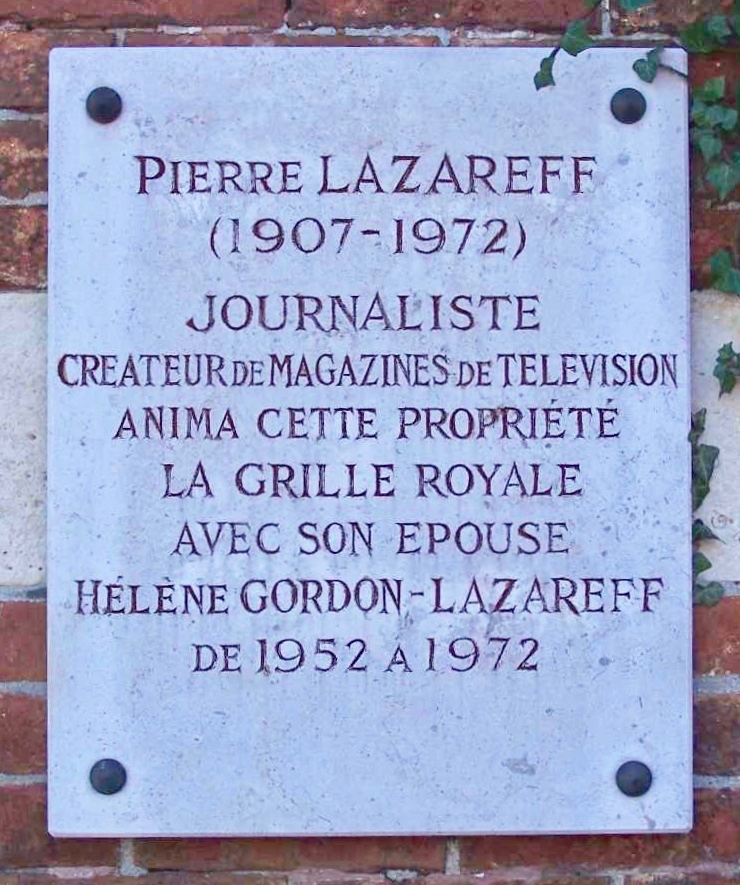
Дошка на згадку П'єра Лазарєва в Лувесьєнн

П'єр Лазарефф був сином російських емігрантів, виріс у Монмарті. Опублікував свою першу статтю у газеті «The People» в 14 років. 
В момент захоплення театром працював секретарем Мистенгетт, потім був прикріплений до художнього керівника Мулен Руж.  Працював також і в інших театрах Парижу.
В момент захоплення театром все одно продовжує працювати з деякими газетами, такими як «L'Écho de Paris». Його справжня журналістська кар'єра розпочинається коли він стає у 1931 року головним редактором «Paris-Soir».
Зі своєю майбутньою дружиною Елен Гордон, Лазарефф знайомиться також завдяки своїй спеціальності.  Елен Гордон, пусля подорожі по Африці написала путьові замітки, які потім віднесла, по рекомендації, головному редактору «Paris-Soir», посаду якого на той час займав П'єр Лазарефф. Наступного дня замітки були опубліковані, а Елен Гордон отримала пропозицію руки та серця.
В 1940 році в період Другої світової війни, П'єр Лазарефф разом з дружиною, переїжджає до Нью-Йорку і приєднується к Управлінню воєнної інформації. Від управління був відправлений у Лондон, щоб очолити американську систему телерадіомовлення в Європі, де він керує радіопередачі «окупованої Європи».
Коли П'єр Лазарефф повертається до Франції 7 листопада 1944 року, він основує підпільну газету «Оборона Франції» («Défense de la France»), яка пізніше була перейменована в «Вечерня Франція» («France Soir»).
21 квітня 1972 року П'єр Лазарефф вмирає від раку.

## «Вечірня Франція» («France Soir»)
Газету заснував П'єр Лазарефф у 1944 році. Спочатку вона мала назву «Оборона Франції» («Défense de la France»), а вже після Другої світової війни була перейменована у «Вечірня Франція» («France Soir»).
Пік популярності газети прийшовся на 1950-ті роки: 400 журналів, 20 корпунктів по всьому світу, армія позаштатних кореспондентів забезпечувала випуск газети. Редакція працювала 24 години на добу. В 1961 році стала самою тиражною газетою, маючи наклад більш ніж 1 млн. екземплярів і виходячи два рази у день. 
Перша криза настала на кінці 1960-тих років, коли газета отримала таких конкурентів, як телебачення та радіо. Тоді Лазарефф був вимушений зняти підзаголовок «Єдина щоденна газета, що продає більш ніж 1 млн. екземплярів».
На початку 1970 років почалися звільняння в редакції. Смерть Лазареффа у 1972 році прийшлася на момент важкої кризи в газеті. Тираж впав вдвічі, порівнюючи з кінцем 1950-х років. 
Тираж падав аж до середини 1994 року, поки газету не купив Жорж Гон за один символічний франк, але і це газеті не дуже допомогло. Тираж продовжував знижуватися, особливо в Парижі. К кінцю тисячоліття в Франції зникає масова щоденна преса. 
В 2005 році наклад «Вечірня Франція» («France Soir») становив лише 45 000 екземплярів. За роки існування видання багато разів змінювало власника, що не могло не сказатися на інформаційній політиці.  У результаті газета з якісної перетворилася в масову. В кінці 2005 року газета була визнана банкрутом. 
В 2006 році газету купив Жан-П'єр Брюнуа, що спровокувало страйк серед журналістів газети. Ініціатором страйку був племінник засновника газети Франк Лазарефф, який казав, що після купівлі «Вечірня Франція» («France Soir») перестане бути газетою. Більше місяця газета не виходила. Оновлений випуск 7 червня 2006 року вийшов під заголовком «Перший випуск France Soir» з накладом 150 000 екземплярів.